# Łykowe
Łykowe – część wsi Drobnice w Polsce położona w województwie łódzkim, w powiecie wieluńskim, w gminie Osjaków.
Jest tu osada młyńska nad Wartą. Zachował się młyn wodny, który obecnie pracuje z napędem elektrycznym. Obok młyna, na Warcie, resztki dawnych urządzeń spiętrzających wodę. Do 1998 roku czyli do momentu powstania nowego młyna miały miejsca obozy harcerskie. Co roku w okresie letnim przyjeżdżała młodzież harcerska z Głubczyc i okolic (woj. Opolskie). Po wybudowaniu kompleksu młynów lokalizacja obozu przeniosła się do Drobnic. Na chwilę obecną obóz harcerski znajduje się na Łysym Brzegu, miejsce to jest położone również nad rzeką Wartą za Ośrodkiem Wypoczynkowym "Kalina". Warto również nadmienić, że na wspomnianym miejscu był kręcony film "Nad Niemnem".
W wyniku uszkodzeń wywołanych powodzią w roku 1997, drewniany młyn został rozebrany. Pozostały jedynie resztki pali drewnianych wystające z dna Warty. Dobrze widoczne są pozostałości tamy na rzece obok miejsca, gdzie stał młyn.
W latach 1975–1998 Łykowe należało administracyjnie do województwa sieradzkiego.